# Campionati del mondo di atletica leggera 2017 - 800 metri piani femminili
La gara degli 800 metri piani femminili dei campionati del mondo di atletica leggera 2017 si è svolta tra il 10 e il 13 agosto.

## Podio
| Pos.    | Atleta             | Nazionalità | Tempo   |
| ------- | ------------------ | ----------- | ------- |
| Oro     | Caster Semenya     | Sudafrica   | 1'55"16 |
| Argento | Francine Niyonsaba | Burundi     | 1'55"92 |
| Bronzo  | Ajeé Wilson        | Stati Uniti | 1'56"65 |

## Situazione pre-gara

### Record
Prima di questa competizione, il record del mondo e il record dei campionati erano i seguenti.
| Record                | Prestazione | Atleta                          | Data                                       | Competizione  |
| --------------------- | ----------- | ------------------------------- | ------------------------------------------ | ------------- |
| Record mondiale       | 1'53"28     | Jarmila Kratochvílová Rep. Ceca | 26 luglio 1983 Monaco di Baviera, Germania |               |
| Record dei campionati | 1'54"68     | Jarmila Kratochvílová Rep. Ceca | 9 agosto 1983 Helsinki, Finlandia          | Mondiali 1983 |

### Campionesse in carica
Le campionesse in carica, a livello mondiale e olimpico, erano:
| Campionessa | Atleta                        | Prestazione | Data                                    | Competizione         |
| ----------- | ----------------------------- | ----------- | --------------------------------------- | -------------------- |
| Olimpico    | Caster Semenya Sudafrica      | 1'55"28     | 20 agosto 2016 Rio de Janeiro (Brasile) | Giochi olimpici 2016 |
| Mondiale    | Maryna Arzamasava Bielorussia | 1'58"03     | 29 agosto 2015 Pechino (Cina)           | Mondiali 2015        |

### La stagione
Prima di questa gara, gli atleti con le migliori tre prestazioni dell'anno erano:
| Pos. | Atleta                     | Prestazione | Data                  |
| ---- | -------------------------- | ----------- | --------------------- |
| 1    | Caster Semenya Sudafrica   | 1'55"27     | 21 luglio 2017 Monaco |
| 2    | Francine Niyonsaba Burundi | 1'55"47     | 21 luglio 2017 Monaco |
| 3    | Ajeé Wilson Stati Uniti    | 1'55"61     | 21 luglio 2017 Monaco |

## Risultati

### Batterie
Le batterie preliminari si sono svolte il 10 agosto 2017 a partire dalle ore 19:25.

Qualificazione: i primi tre di ogni serie (Q) e i sei tempi migliori tra gli esclusi (q) si qualificano alle batterie.
| Pos | Batteria | Corsia | Nome                    | Nazionalità      | Tempo   | Note                                     |
| --- | -------- | ------ | ----------------------- | ---------------- | ------- | ---------------------------------------- |
| 1   | 6        | 5      | Francine Niyonsaba      | Burundi          | 1'59"86 | Q                                        |
| 2   | 6        | 7      | Habitam Alemu           | Etiopia          | 2'00"07 | Q                                        |
| 3   | 6        | 9      | Selina Büchel           | Svizzera         | 2'00"23 | Q                                        |
| 4   | 6        | 3      | Adelle Tracey           | Gran Bretagna    | 2'00"28 | q,                                       |
| 5   | 1        | 6      | Ajeé Wilson             | Stati Uniti      | 2'00"52 | Q                                        |
| 6   | 4        | 4      | Margaret Wambui         | Kenya            | 2'00"75 | Q                                        |
| 7   | 2        | 3      | Angelika Cichocka       | Polonia          | 2'00"86 | Q,                                       |
| 8   | 1        | 4      | Noélie Yarigo           | Benin            | 2'00"99 | Q,                                       |
| 9   | 4        | 6      | Lynsey Sharp            | Gran Bretagna    | 2'01"04 | Q                                        |
| 10  | 2        | 5      | Melissa Bishop          | Canada           | 2'01"11 | Q                                        |
| 11  | 6        | 4      | Christina Hering        | Germania         | 2'01"13 | q                                        |
| 12  | 1        | 7      | Eglė Balčiūnaitė        | Lituania         | 2'01"21 | Q,                                       |
| 13  | 6        | 2      | Hanna Hermansson        | Svezia           | 2'01"25 | q                                        |
| 14  | 2        | 9      | Shelayna Oskan-Clarke   | Gran Bretagna    | 2'01"30 | Q                                        |
| 15  | 3        | 7      | Caster Semenya          | Sudafrica        | 2'01"33 | Q                                        |
| 16  | 3        | 2      | Rose Mary Almanza       | Cuba             | 2'01"43 | Q                                        |
| 17  | 1        | 2      | Sanne Verstegen         | Paesi Bassi      | 2'01"50 | q                                        |
| 18  | 3        | 8      | Joanna Jóźwik           | Polonia          | 2'01"51 | Q                                        |
| 19  | 2        | 6      | Brenda Martinez         | Stati Uniti      | 2'01"53 | q                                        |
| 20  | 6        | 6      | Gena Löfstrand          | Sudafrica        | 2'01"73 | q                                        |
| 21  | 3        | 3      | Angie Petty             | Nuova Zelanda    | 2'01"76 |                                          |
| 22  | 3        | 6      | Natoya Goule            | Giamaica         | 2'01"77 |                                          |
| 23  | 4        | 7      | Halimah Nakaayi         | Uganda           | 2'01"80 | Q                                        |
| 24  | 4        | 9      | Maryna Arzamasova       | Bielorussia      | 2'01"92 | Miglior prestazione personale stagionale |
| 25  | 4        | 2      | Mahlet Mulugeta         | Etiopia          | 2'02"04 |                                          |
| 26  | 4        | 8      | Olha Lyakhova           | Ucraina          | 2'02"07 |                                          |
| 27  | 2        | 4      | Esther Guerrero         | Spagna           | 2'02"22 |                                          |
| 28  | 3        | 4      | Brittany McGowan        | Australia        | 2'02"25 |                                          |
| 29  | 1        | 8      | Winnie Nanyondo         | Uganda           | 2'02"65 |                                          |
| 30  | 2        | 2      | Emily Cherotich Tuei    | Kenya            | 2'02"70 |                                          |
| 31  | 5        | 6      | Charlene Lipsey         | Stati Uniti      | 2'02"74 | Q                                        |
| 32  | 4        | 3      | Yusneysi Santiusti      | Italia           | 2'02"75 |                                          |
| 33  | 5        | 2      | Hedda Hynne             | Norvegia         | 2'02"85 | Q                                        |
| 34  | 5        | 7      | Docus Ajok              | Uganda           | 2'02"98 | Q                                        |
| 35  | 1        | 3      | Kore Tola               | Etiopia          | 2'03"01 |                                          |
| 36  | 4        | 5      | Lindsey Butterworth     | Canada           | 2'03"19 |                                          |
| 37  | 5        | 9      | Aníta Hinriksdóttir     | Islanda          | 2'03"45 |                                          |
| 38  | 5        | 5      | Georgia Griffith        | Australia        | 2'03"54 |                                          |
| 39  | 3        | 5      | Annie LeBlanc           | Canada           | 2'04"06 |                                          |
| 40  | 5        | 3      | Síofra Cléirigh Büttner | Irlanda          | 2'06"54 |                                          |
| 41  | 2        | 8      | Lora Storey             | Australia        | 2'07"17 |                                          |
| 42  | 1        | 5      | Johana Arrieta          | Colombia         | 2'07"36 |                                          |
| 43  | 2        | 7      | Nimali Liyanarachchi    | Sri Lanka        | 2'08"49 |                                          |
| 44  | 5        | 4      | Kimarra McDonald        | Giamaica         | 2'09"19 |                                          |
| 45  | 6        | 8      | Rose Lokonyen           | Atleti rifugiati | 2'20"06 | Miglior prestazione personale stagionale |
| 46  | 1        | 9      | Lovisa Lindh            | Svezia           | dns     |                                          |
| 46  | 5        | 8      | Eunice Sum              | Kenya            | dns     |                                          |

### Semifinale
Le semifinali si sono tenute l'11 agosto dalle ore 19:35.

Qualificazione: i primi due di ogni serie (Q) e i due tempi migliori tra gli esclusi (q) si qualificano alla finale.
| Pos | Batteria | Corsia | Nome                  | Nazionalità   | Tempo   | Note                                     |
| --- | -------- | ------ | --------------------- | ------------- | ------- | ---------------------------------------- |
| 1   | 2        | 6      | Caster Semenya        | Sudafrica     | 1'58"90 | Q                                        |
| 2   | 1        | 4      | Ajeé Wilson           | Stati Uniti   | 1'59"21 | Q                                        |
| 3   | 2        | 3      | Angelika Cichocka     | Polonia       | 1'59"32 | Q,                                       |
| 4   | 2        | 7      | Charlene Lipsey       | Stati Uniti   | 1'59"35 | q                                        |
| 5   | 2        | 5      | Lynsey Sharp          | Gran Bretagna | 1'59"47 | q                                        |
| 6   | 1        | 7      | Melissa Bishop        | Canada        | 1'59"56 | Q                                        |
| 7   | 1        | 3      | Noélie Yarigo         | Benin         | 1'59"74 | Miglior prestazione personale stagionale |
| 8   | 1        | 6      | Rose Mary Almanza     | Cuba          | 1'59"79 |                                          |
| 9   | 2        | 4      | Selina Büchel         | Svizzera      | 1'59"85 |                                          |
| 10  | 1        | 8      | Hedda Hynne           | Norvegia      | 1'59"88 |                                          |
| 11  | 1        | 9      | Adelle Tracey         | Gran Bretagna | 2'00"26 | Miglior prestazione personale            |
| 12  | 1        | 2      | Hanna Hermansson      | Svezia        | 2'00"43 | Miglior prestazione personale            |
| 13  | 2        | 2      | Eglė Balčiūnaitė      | Lituania      | 2'00"48 | Miglior prestazione personale stagionale |
| 14  | 1        | 5      | Habitam Alemu         | Etiopia       | 2'00"69 |                                          |
| 15  | 2        | 9      | Sanne Verstegen       | Paesi Bassi   | 2'00"92 |                                          |
| 16  | 3        | 5      | Francine Niyonsaba    | Burundi       | 2'01"11 | Q                                        |
| 17  | 3        | 7      | Margaret Wambui       | Kenya         | 2'01"19 | Q                                        |
| 18  | 3        | 4      | Brenda Martinez       | Stati Uniti   | 2'01"31 |                                          |
| 19  | 3        | 2      | Halimah Nakaayi       | Uganda        | 2'01"74 |                                          |
| 20  | 3        | 6      | Joanna Jóźwik         | Polonia       | 2'01"91 |                                          |
| 21  | 2        | 8      | Docus Ajok            | Uganda        | 2'02"00 |                                          |
| 22  | 3        | 8      | Shelayna Oskan-Clarke | Gran Bretagna | 2'02"26 |                                          |
| 23  | 3        | 9      | Christina Hering      | Germania      | 2'02"69 |                                          |
| 24  | 3        | 3      | Gena Löfstrand        | Sudafrica     | 2'03"67 |                                          |

### Finale
La finale si è svolta il 13 agosto alle ore 20:10.
| Pos | Corsia | Nome               | Nazionalità   | Tempo   | Note                                    |
| --- | ------ | ------------------ | ------------- | ------- | --------------------------------------- |
|     | 4      | Caster Semenya     | Sudafrica     | 1'55"16 | Miglior prestazione mondiale stagionale |
|     | 7      | Francine Niyonsaba | Burundi       | 1'55"92 |                                         |
|     | 5      | Ajeé Wilson        | Stati Uniti   | 1'56"65 |                                         |
| 4   | 9      | Margaret Wambui    | Kenya         | 1'57"54 |                                         |
| 5   | 6      | Melissa Bishop     | Canada        | 1'57"68 |                                         |
| 6   | 3      | Angelika Cichocka  | Polonia       | 1'58"41 | Miglior prestazione personale           |
| 7   | 8      | Charlene Lipsey    | Stati Uniti   | 1'58"73 |                                         |
| 8   | 2      | Lynsey Sharp       | Gran Bretagna | 1'58"98 |                                         |